# Izabela Smolińska
Izabela Smolińska (ur. 14 stycznia 1999) – polska lekkoatletka specjalizująca się w biegach sprinterskich i płotkarskich. Mistrzyni Polski w biegu na 400 metrów przez płotki (2022).
Lekkoatletykę uprawiali również jej matka, Wiesława Głogowska oraz brat, Jakub Smoliński.

## Osiągnięcia
Opracowano na podstawie:
| Rok  | Impreza                     | Miejsce  | Konkurencja                     | Pozycja    | Wynik   |
| ---- | --------------------------- | -------- | ------------------------------- | ---------- | ------- |
| 2017 | Mistrzostwa Europy juniorów | Grosseto | bieg na 400 metrów przez płotki | eliminacje | 61,11   |
| 2017 | Mistrzostwa Europy juniorów | Grosseto | sztafeta 4×400 m                | eliminacje | 3:43,12 |

Rekordy życiowe:
- bieg na 400 metrów – 52,50 (5 czerwca 2022, Chorzów);
- bieg na 400 metrów przez płotki – 56,46 (18 maja 2024, Chorzów).